# Mesophylax pamirensis
Mesophylax pamirensis är en nattsländeart som beskrevs av Malicky 1997. Mesophylax pamirensis ingår i släktet Mesophylax och familjen husmasknattsländor. Inga underarter finns listade i Catalogue of Life.